# Escuadrilla acrobatica Cruz del Sur
Die Escuadrilla acrobatica Cruz del Sur (deutsch Kunstflugstaffel Kreuz des Südens) ist das Kunstflugteam der  argentinischen Luftwaffe (FAA).

## Geschichte
Die Kunstflugstaffel wurde 1962 gegründet und existierte bis 1985. In dieser Zeit flog man North American F-86. Im Jahre 1997 wurde sie neu gegründet und flog von da an sieben Suchoi Su-29AR-Kunstflugzeuge. Sie besteht aus sieben aktiven FAA-Offizieren. Die Staffel ist Teil der 4. Luftwaffendivision der Fuerza Aérea Argentina und war in der Stadt Mendoza beheimatet. Seit 2013 werden sechs FMA IA 63 Pampa 2 eingesetzt. Die aktuelle Heimatbasis befindet sich nun in Moron bei Buenos Aires.

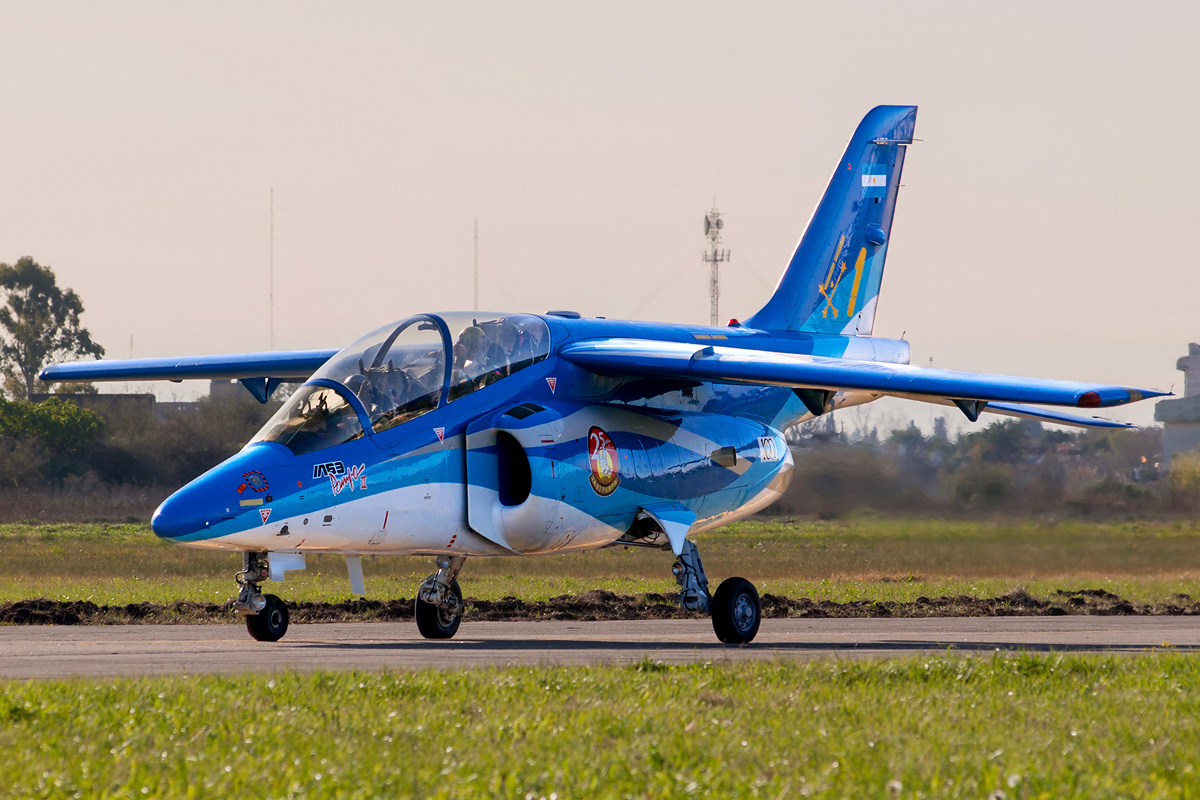
Eine Pampa II der Cruz del Sur in Moron 2014